# Kell Areskoug
Johan Kellgren Areskoug, aussi appelé Kell Areskoug (né le 18 août 1906 à Jönköping et mort le 21 décembre 1996 à Örebro) est un athlète suédois, spécialiste du 400 mètres haies.

## Carrière
Kell Areskoug se classe sixième et dernier de la finale du 400 mètres haies aux Jeux olympiques de 1932 en 54 s 6, et termine quatrième de sa série du 400 mètres. Il est cinquième de sa série du 400 mètres haies aux Jeux olympiques de 1936.
Lors des Championnats d'Europe de 1938 à Paris, il remporte la médaille de bronze du 400 m haies en 53 s 6, derrière le Français Prudent Joye et le Hongrois József Kovács. 

### Palmarès
| Date | Compétition           | Lieu        | Résultat | Épreuve     |
| ---- | --------------------- | ----------- | -------- | ----------- |
| 1932 | Jeux olympiques       | Los Angeles | 6e       | 400 m haies |
| 1938 | Championnats d'Europe | Paris       | 3e       | 400 m haies |

### Records
| Épreuve     | Performance | Lieu        | Date |
| ----------- | ----------- | ----------- | ---- |
| 400 m haies | 53 s 2      | Los Angeles | 1932 |
| 400 m       | 50 s 6      |             | 1930 |